# Georges Lepape
Georges Lepape (* 26. Mai 1887 in Paris, Frankreich; † 15. Februar 1971 in Bonneval, Département Eure-et-Loir, Frankreich) war ein französischer Modezeichner, Plakatkünstler und Graveur, dessen Stil besonders für die 1920er und 1930er Jahre wegweisend war.

## Leben
Im Alter von achtzehn Jahren schrieb Lepape sich an der Pariser École des Beaux-Arts ein. Mit zwanzig hatte er bereits Beziehungen zu bekannten Künstlern wie Georges Braque, Marie Laurencin, Bernard Boutet de Monval, André Édouard Marty und Charles Martin. 1908 stellte er zum ersten Mal im Salon d’Automne aus. Im darauffolgenden Jahr heiratete er Gabrielle Lauzanne.
Mit dem Herbstsalon von 1910 begann für Lepape die über zwölfjährige Zusammenarbeit mit dem Couturier Paul Poiret. Das erste gemeinsame Werk mit dem Titel Les choses de Paul Poiret zeigte zum ersten Mal Modelle, die in natürlicher Bewegung waren, die aus dem Bild herausliefen oder sogar dem Betrachter den Rücken zuwandten. Der Verleger Lucien Vogel wurde auf den Zeichner aufmerksam und Lepape wurde zwischen 1912 und 1925 einer der wichtigsten Zeichner in der Modezeitschrift Gazette du bon ton. 
Ab den 1920er Jahren war Lepape für Modehäuser wie Worth, Lanvin, Paquin, Doucet tätig. Seine Zeichnungen waren für das Werben für Parfüms, Pelze und andere Luxuswaren gefragt. Für verschiedene Zeitschriften wie z. B. Harpers Bazaar, Vanity Fair, Vogue entwarf er die Titelbilder. Ferner entstanden Theaterausstattungen z. B. für die Ballets Russes, Entwürfe für Kostüme und Bühnenbilder für den Regisseur Marcel L’Herbier, eine Reihe von Plakaten für die Pariser Galeries Lafayette. Er entwarf zudem Plakate für Kinofilme, kreierte Illustrationen für Kataloge und auch für Industrieprodukte.
1920 nahm Lepape an der Ausstellung La Mode du XXième siècle vu par les peintres im Musée des Arts Décoratifs in Paris teil. Er war in dieser Zeit als Designer in zwei Filmen tätig und übernahm 1926 eine Rolle als Schauspieler. Im gleichen Jahr rief ihn der Verlag Condé-Nast nach New York, wo er sechs Monate lang für die Titelseiten von acht Ausgaben der amerikanischen Vogue des Jahres 1927 und zusätzlich für einige Titelblätter von Vanity Fair arbeitete. In den USA fand er neue Kunden wie Wanamaker’s Department Store, Femina Magazine und begann für Hermès zu arbeiten. 
Lepape illustrierte nach dem Zweiten Weltkrieg etwa 30 Bücher für Autoren wie Sacha Guitry und Paul Géraldy sowie Klassiker wie Platon und Alfred de Musset. 
Er ließ sich in Sainte-Maxime im Département Var in der Provence eine Villa als Alterssitz bauen. 
Die Villa Les Oursins wurde auf einem Grundstück seines Schwiegervaters Gustave Lausanne gebaut.

## Ausstellungen
- 1920: Musée des Arts Décoratifs - Gemeinschaftsausstellung
- 1963: Palais Granvelle
- 1963: Musée des Arts Décoratifs
- 1971: Minneapolis Institute of Arts, Minneapolis, Minnesota, USA
- 2011: Galerie Papers, Brüssel[1]

## Illustrierte Werke
- 1909: Charles Dousdebès: La Journée blanche, Annales politiques et littéraires.
- 1927: Maurice Maeterlinck: Décors et costumes pour L'Oiseau Bleu.
- 1941: Pétrone: Le Satiricon. Éditions Émile Chamontin, Paris.
- 1942: Stendhal: L'Abesse de Castro, Édition du centenaire. Éditions Émile Chamontin, Paris.
- 1945: Paul Géraldy. L'Amour. Édition de l'Île de France.
- 1955: Victor Hugo: Œvres complêtes. A. Martel, Givers.